# سامي آدامز
سامي آدامز (بالإنجليزية: Sammy Adams)‏ هو رابر أمريكي، ولد في 14 أغسطس 1987 في بوسطن في الولايات المتحدة.

## وصلات خارجية
- الموقع الرسمي
- سامي آدامز على موقع ميوزك برينز (الإنجليزية)
- سامي آدامز على موقع ميوزك برينز (الإنجليزية)
- سامي آدامز على موقع أول ميوزيك (الإنجليزية)
- سامي آدامز على موقع ديسكوغز (الإنجليزية)